# Telesardegna
Telesardegna è un’emittente televisiva privata italiana.

## La storia
La fondazione di Telesardegna risale al 1989 a Nuoro; nel corso degli anni, la rete amplia la sua diffusione fino a renderla capillare in tutta la regione Sardegna. Il palinsesto originario era prevalentemente contrassegnato dall'informazione dei telegiornali con cronaca locale e regionale. Attualmente sono diciotto le edizioni del telegiornale trasmesse quotidianamente in lingua italiana, in aggiunta a un'edizione speciale in lingua sarda, una LIS e una sportiva. Dopo un importante investimento, la rete ha notevolmente ampliato l'offerta all'utenza con programmi di attualità, spettacolo e sport, fino a trasmettere le selezioni regionali di Miss Italia.
La rete è visibile sul canale 13 del digitale terrestre in Sardegna, e sul digitale terrestre di Sky al canale 5013.

## I programmi
Fra i programmi più seguiti dell'emittente:
- Zoom, a cura di Anthony Muroni;
- Panorama sardo, a cura di Valerio Vargiu;
- La Pola Circus, a cura di Lapola e Massimiliano Medda.